# Roberto Castrillo
Roberto Marcelo Castrillo García (* 30. Juni 1941 in Guanajay) ist ein ehemaliger kubanischer Sportschütze.

## Erfolge
Roberto Castrillo nahm im Skeet an drei Olympischen Spielen an. 1972 belegte er in München den fünften Rang, vier Jahre darauf kam er in Montreal nicht über den 30. Platz hinaus. Bei den Olympischen Spielen 1980 in Moskau erzielte er gemeinsam mit vier Konkurrenten den Bestwert von 196 Punkten. Im anschließenden Stechen traf er in der ersten Runde ebenso wie Kjeld Rasmussen und Lars-Göran Carlsson alle Ziele und sicherte sich so bereits eine Medaille. In der zweiten Runde blieb Rasmussen erneut ohne Fehlschuss, während Castrillo lediglich 23 Ziele traf. Da Carlsson nur ein Ziel verfehlte, erhielt Castrillo die Bronzemedaille. Dies war die erste Medaille eines Kubaners in einem olympischen Schießwettbewerb. Bei Panamerikanischen Spielen sicherte er sich 1975 in Mexiko-Stadt Bronze sowie 1983 in Caracas im Einzel und mit der Mannschaft jeweils Silber.